# Gerardo Humberto Flores Reyes
Gerardo Humberto Flores Reyes (* 9. Dezember 1925 in Quetzaltenango; † 17. Februar 2022 in Cobán) war ein guatemaltekischer Geistlicher und römisch-katholischer Bischof von Verapaz, Cobán. Er galt als Menschenrechtsaktivist in Guatemala.

## Leben
Gerardo Humberto Flores Reyes empfing nach seiner theologischen Ausbildung am 17. Dezember 1949 die Priesterweihe durch Jorge García Cabalieros, Bischof von Quetzaltenango, Los Altos.
Papst Paul VI. ernannte ihn am 26. Juli 1966 zum Weihbischof in Quetzaltenango, Los Altos und Titularbischof von Nova Caesaris. Der Bischof von Quetzaltenango, Los Altos, Luis Manresa Formosa SJ, spendete ihm am 7. Oktober desselben Jahres die Bischofsweihe. Mitkonsekratoren waren Humberto Lara Mejía CM, Weihbischof in Verapaz, Cobán, und Rafael González Estrada, Weihbischof in Guatemala-Stadt.
Am 9. Mai 1969 wurde er zum Apostolischen Administrator der neuerrichteten Apostolischen Administratur Izabal ernannt. Am 7. Oktober 1977 wurde er zum Bischof von Verapaz, Cobán ernannt und am 17. Dezember desselben Jahres ins Amt eingeführt. Am 22. Februar 2001 nahm Papst Johannes Paul II. seinen altersbedingten Rücktritt an. Er starb im Alter von 96 Jahren in Cobán.

## Wirken
Gerardo Flores war engagierte sich für die Menschenrechte, insbesondere die Armen und Kriegsvertriebenen. Er war bekannt als „Bischof der Armen“. Mehrfach wurde versucht, ihn aus dem Bischofsamt zu entfernen. Zu seinen herausragenden Leistungen gehörte die Gründung der Delegados de la Palabra (Delegierte des Wortes), einem Mitsprachemodell, das aus Choluteca, Honduras, stammte. 1980 gründete er das Radio Tezulutlán, das in der Sprache des einheimischen Kekchí-Volkes gesendet wurde. In den 1990er Jahren gründete er mit Unterstützung des UNHCR das Technische Büro für die Betreuung von Vertriebenen und Flüchtlingen (Technical Office for Attention to Displaced Persons and Refugees), das großen Erfolg hatte mit der Verteilung von Land für Flüchtlingsbauern in Guatemala, aber auch anderen Ländern.